# Le Clan des Poe
Le Clan des Poe (ポーの一族, Pō no ichizoku) est un shōjo manga dessiné par la mangaka Moto Hagio, il s'agit de la première série de l'autrice. L'œuvre connaît deux périodes de publication : de 1972 à 1976 dans le magazine Bessatsu Shōjo Comic de Shōgakukan, et depuis 2016 dans le magazine Monthly Flowers de la même maison d'édition.
Cette œuvre fantastique met en scène la vie d'Edgar, un vampire au corps adolescent. Au travers de ce personnage rongé par la solitude et le regret, elle aborde les concepts d'éternité et du sens de la vie.
La série rencontre un important succès au Japon et y devient un classique du shōjo manga ainsi que de la fiction vampirique. Elle est récompensée du Prix Shōgakukan en 1976. Une traduction francophone est parue en 2023 aux éditions Akata.

## Description

### Synopsis

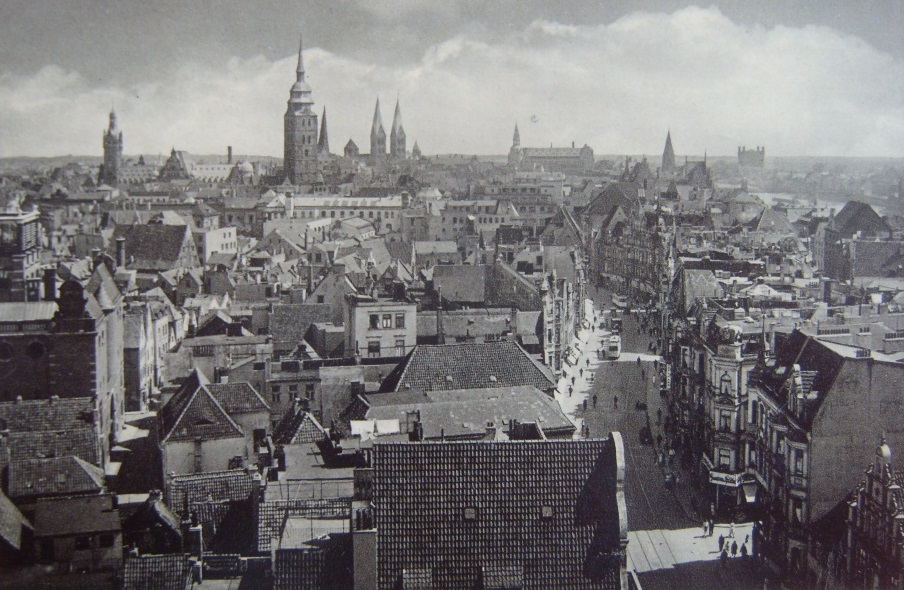
La ville allemande de Brême en 1939 ; le chapitre Glensmith no nikki se déroule dans cette ville entre 1922 et 1959.

La série est une collection d'histoires situées en Europe, principalement en Angleterre et en Allemagne, entre le XVIIIe et le XXIe siècle ; les histoires ne sont pas publiées dans l'ordre chronologiques, mais vont et viennent entre les siècles. Elles chroniquent le voyage du protagoniste, Edgar, et de ses deux compagnons de route : sa jeune sœur Marybelle et un garçon nommé Allan. Les trois personnages sont des vampanellas (vampires) du clan des Poe, et possèdent un physique adolescent.
Les membres du clan des Poe se considèrent comme une sorte d'élite de l'humanité et refusent de convertir quiconque n'a pas atteint l'âge adulte. Par un concours de circonstances, Edgar intègre le clan à l'âge de 14 ans, et garde ainsi un corps adolescent pour l'éternité. Le garçon est ainsi coupé du monde des humains, mais se sent aussi marginalisé par le reste du clan. Il devient rapidement gagné par une profonde solitude et décide alors de convertir sa sœur Marybelle, alors qu'elle n'a que 13 ans.
Mais la solitude est remplacée par le remords : il regrette profondément d'avoir enlevé à sa sœur son humanité, et comme pour se racheter, il dédie sa vie à essayer d'assurer le bien-être et le bonheur de Marybelle. Un jour Marybelle tombe amoureuse d'un jeune garçon de 14 ans prénommé Allan, mais sa nature de vampanella est révélée et elle est tuée par des humains. Edgar est désespéré par la mort de sa sœur, et convertit alors Allan pour remplacer la défunte, mais comme avec cette dernière, il regrette amèrement son acte.
La série explore le concept du temps sous deux angles d'approche : d'une part l'immortalité avec Edgar qui vit la « tragédie d'être abandonné par le temps », éternellement seul et rongé de remords ; et d'autre part la mortalité avec les humains qui rencontrent Edgar et pour qui il représente le « rêve de conserver sa jeunesse au fil des générations ».

### Univers
Dans la série, les vampires sont nommés vampanellas. Ils sont immortels, ne vieillissent pas et se nourrissent de sang humain, qu'ils consomment par simple apposition des mains contre la nuque de leur victime, ils peuvent aussi utiliser leurs crocs pour boire le sang, mais cette méthode sert surtout à impressionner les mortels. En plus du sang humain, les vampanellas peuvent absorber l'essence de rose comme substitut.
Le mot « vampanella » a été créé par Hagio car elle ne souhaitait pas utiliser le mot « vampire ». Selon l'autrice l'origine de « vampanella » provient d'une erreur de lecture d'un autre mot ; la sonorité italienne plaisait à Hagio, qui a donc décidé de l'adopter pour son œuvre. Le mot original n'est pas connu, mais plusieurs commentateurs suggèrent « Campanella », d'après le nom d'un personnage de la nouvelle Train de nuit dans la Voie lactée de Kenji Miyazawa, un auteur particulièrement apprécié de l'autrice,.

### Personnages
Edgar Evans (エドガー・エヴァンズ)
Fils de comte d'Evans. Né le 12 mai 1740. Oswald, le comte suivant d'Evans, est son grand frère. Edgar et sa sœur sont abandonnés par leur nounou. Hanna les trouve dans la forêt. Quand Hanna a été disparue, Edgar reçoit exceptionnellement le sang du King Poe. Il devient vampanella et rejoint le clan Poe en 1754. Il donne son sang à Marybelle en 1757. Edgar et sa sœur Marybelle deviennent les enfants adoptés du baron Portsnell. Il donne également son sang à Allan en 1879. En 1944, Edgar rencontre Blanca et Falca au Pays de Galles. En 2016, Edgar rencontre Falca à Munich, en Allemagne.
Marybelle Evans (メリーベル・エヴァンズ)
Fille de comte d'Evans. Née en 1744. Jeune sœur d'Edgar. Elle est abandonnée dans la forêt avec son frère Edgar et retrouvée par Hanna. Elle devient la belle-fille de comte d'Evans. En 1757, Edgar lui donne son sang. Marybelle rejoint le clan Poe à l'âge de 13 ans. Elle devient l'enfant adopté du baron Portsnell. En 1879, elle et Edgar rencontrent Allan. Marybelle est disparue en 1879.
Allan Twillight (アラン・トワイライト)
Héritier de la maison Twillight. Allan rencontre Edgar en 1879. Edgar et ses beaux-parents Portsnell se trouvent être des vampires. L'attaque contre les vampires commence. Marybelle et ses beaux-parents sont disparus. Edgar et Allan s'échappent de la chasse aux vampires. Allan rejoint le clan Poe. Allan est disparu en 1976.

## Conception de l'œuvre

### Origines
Le Japon ne possède pas de tradition du vampire, aussi l'archétype est importé depuis l'Occident dans des œuvres de fiction aux alentours des années 1930. La figure du vampire représente un « autre » occidental et prend la forme d'un monstre hostile aux humains ; la critique Mari Kotani y voit un signe du conflit racial entre Japonais et Occidentaux, notamment à la suite de la Seconde Guerre mondiale et de l'occupation du Japon par les États-Unis. Dans sa jeunesse, Moto Hagio, qui n'aimait pas l'horreur, avait ainsi particulièrement peur de la figure du vampire.
Dans le shōjo manga l'Occident possède au contraire un aspect utopique et idéalisé, influencé par le cinéma hollywoodien, la littérature américaine ainsi que par la mode occidentale ; la figure du vampire, en tant que produit culturel occidental, y gagne un aspect plus positif. Notamment le mangaka Shōtarō Ishinomori publie en 1962 dans le Shōjo Club le one shot Kiri to bara to hoshi to : le manga raconte l'histoire d'une jeune femme vampire à la psychologie humaine, elle craint particulièrement le fait d'être rejetée par l'homme qu'elle aime. Hagio trouve l'histoire « magnifique » et décide de créer une histoire sur ce que peut ressentir un vampire : la volonté de redevenir un être humain, le rejet par les humains et l'inanité de son existence.
En 1971, Moto Hagio commence à explorer les œuvres de l'étrange en dessinant par exemple Le petit flûtiste de la forêt blanche, une histoire romantique de fantôme. La même année lors de la publication du Pensionnat de novembre, l'autrice se rend par ailleurs compte qu'elle est plus à l'aise avec des protagonistes masculins, elle décide donc de faire de son protagoniste vampire un garçon. À cette époque, Hagio est très intéressée par le costume, elle possède un livre sur le sujet intitulé Costume no reikishi. Elle explique qu'un jour, ce livre lui inspire la vision d'un jeune garçon qui porte un manteau en haut d'une colline, et qui malgré son jeune âge possède un regard triste et particulièrement mature ; pour Hagio il ne peut que s'agir d'un vampire. Elle commence alors à créer l'histoire du Clan des Poe, enthousiasmée par l'idée de faire porter des costumes de différentes époques à ses protagonistes.

### Publication originale
En 1972, trois ans après son début de carrière, Hagio est encore considérée comme une débutante, son éditeur Junya Yamamoto ne l'autorise à publier que des one shots de quelques dizaines de page. Seulement Hagio avait comme idée de créer pour le Clan des Poe une trilogie dont chaque partie ferait plus de 100 pages et serait située respectivement aux XVIIIe, XIXe et XXe siècles,. La mangaka adopte deux stratégies distinctes pour imposer sa série auprès de Yamamoto : créer une collection de one shots dans l'univers du Clan des Poe où des humains rencontrent un duo de deux jeunes vampires, Edgar et Marybelle ; plutôt que de mettre en avant le protagoniste, Edgar, les histoires sont centrées sur des personnages féminins, notamment de Marybelle, qui sont plus consensuels dans le shōjo manga de l'époque.
En février 1972, la mangaka annonce dans le Bessatsu Shōjo Comic une future histoire sur le vampirisme ; l'annonce prend la forme d'un poème illustré qui représente Edgar et Marybelle enlacés. L'autrice publie alors dans le magazine un premier chapitre de 16 pages en mars 1972, elle publie ensuite divers one shots sans rapport avec la série pendant plusieurs mois, avant de publier un second chapitre de 24 pages en juillet 1972. À partir du troisième chapitre, en août 1972, Junya Yamamoto se rend compte que Hagio est en train de dessiner une série. Devant le fait accompli, il autorise l'autrice à dessiner sa série.
La trilogie est achevée en juillet 1973, mais lors de sa sérialisation, l'autrice a commencé à imaginer de nouvelles histoires pour la série. Elle profite de la création de sa seconde série, le Cœur de Thomas, pour faire mûrir ses idées. En juin 1974 Shōgakukan rassemble plusieurs chapitres du Clan des Poe pour les publier dans un volume relié. Ce volume constitue le premier volume de la collection de shōjo manga de la maison d'édition, Flower Comics ; 30 000 exemplaires sont écoulés en l'espace de 3 jours, ce qui en fait à l'époque la meilleure vente pour un shōjo manga. Shōgakukan encourage Hagio à abandonner Le Cœur de Thomas, qui est peu populaire, pour se concentrer sur le Clan des Poe, mais Hagio insiste pour continuer le Cœur de Thomas jusqu'au bout.
Hagio achève le Cœur de Thomas en décembre 1974 ; le même mois elle publie dans le Bessatsu Shōjo Comic un nouveau poème illustré pour annoncer la publication prochaine de neuf nouveaux chapitres du Clan des Poe. La série reprend en janvier 1975, avec huit chapitres publiés dans le Bessatsu Shōjo Comic et un chapitre dans le Shūkan Shōjo Comic ; elle est ainsi sérializée à un rythme irrégulier jusqu'à sa conclusion en juin 1976, avec une fin ambiguë où Edgar et Allan semblent tous les deux mourir dans un incendie.

### Continuation
Depuis la conclusion de la série en 1976, il existe une forte demande du lectorat pour la création de nouveaux chapitres, ce que l'autrice refuse des décennies durant par peur de dénaturer les protagonistes. Mais passé les 60 ans Hagio commence à s'inquiéter de ne plus pouvoir dessiner des mangas du fait de sa santé déclinante. Son ami le romancier Baku Yumemakura parvient finalement à la convaincre de dessiner un nouveau chapitre du Clan des Poe en lui proposant de créer un simple one shot d'une trentaine de pages. En 2016, Hagio commence alors à dessiner Haru no yume et replonge dans l'univers de la série, ce qui la pousse finalement à étendre l'histoire pour qu'elle corresponde à la longueur d'un volume relié,.
La première partie de Haru no yume est publiée dans le numéro de juillet 2016 du magazine Monthly Flowers de Shōgakukan ; la maison d'édition souligne l'anniversaire des 40 ans depuis la fin de la publication originale. Shōgakukan anticipe la forte demande du lectorat et tire 50 000 exemplaires de ce numéro alors que le tirage moyen du magazine est de l'ordre de 33 000 exemplaires. Pour autant le magazine est épuisé dans la journée, ce qui oblige à un second tirage de 15 000 exemplaires.
Malgré les très bonnes ventes de Haru no yume, le retour critique est mitigé, notamment sur la qualité des dessins ; l'autrice, vieillissante, a un trait moins assuré que dans les années 1970. Aussi Hagio décide d'arrêter de créer des histoires pour le Clan des Poe, mais la demande des fans et notamment de Baku Yumemakura, lui font finalement changer d'avis. Elle commence alors à dessiner le chapitre suivant, Unicorn.

## Liste des chapitres
Prépublication dans le Bessatsu Shōjo Comic :
- Pensées du 10 décembre 1971 (1971年のひとりごと, 1971-nen no hitorigoto?), février 1972 (poème illustré) ;
- La Jeune fille aux cheveux d'argent (すきとおった銀の髪, Sukitōtta gin no kami?), mars 1972 ;
- Le Village de Poe (ポーの村, Poe no mura?), juillet 1972 ;
- Le Journal de Glensmith (グレンスミスの日記, Glensmith no nikki?), août 1972 ;
- Le Clan des Poe (ポーの一族, Poe no ichizoku?), septembre 1972 – décembre 1972;
- Marybelle et la rose d'argent (メリーベルと銀のばら, Marybelle to gin no bara?), janvier 1973 – mars 1973 ;
- Kotori no su (小鳥の巣?), avril 1973 – juillet 1973 ;
- Poe no densetsu ni yosete (ポーの伝説に寄せて?), décembre 1974 (poème illustré) ;
- Evans no isho (エヴァンズの遺書?), janvier 1975 – février 1975 ;
- Penny Rain (ペニー・レイン?), mai 1975 ;
- Liddell dans la forêt (リデル・森の中, Liddell, mori no naka?), juin 1975 ;
- Rampton wa kataru (ランプトンは語る?), juillet 1975 ;
- Piccadilly shichiji (ピカデリー7時?), août 1975 ;
- Holmes no bōshi (ホームズの帽子?), novembre 1975 ;
- Une semaine (一週間, Isshūkan?), décembre 1975 ;
- Edith (エディス?), avril 1976 – juin 1976.

Prépublication dans le Shūkan Shōjo Comic :
- Les Fleurs et les oiseaux du pays lointain (はるかな国の花や小鳥, Harukana kuni no hana ya kotori?), 7 septembre 1975.

Prépublication dans le Monthly Flowers :
- Haru no yume (春の夢?), juillet 2016 – juillet 2017 ;
- Unicorn (ユニコーン?), juillet 2018 – juin 2019 ;
- Himitsu no hanazono (秘密の花園?), juillet 2019 – novembre 2021 ;
- Getsuyōbi wa kirai (月曜日はキライ?), juillet 2020 ;
- Ao no Pandora (青のパンドラ?), juillet 2022 — en cours.

## Éditions
Le manga a connu de nombreuses éditions au Japon et à l'étranger. Une version française, basée sur l'édition Shōgakukan de 2019 et traduite par Miyako Slocombe, est annoncée par les éditions Akata pour l'automne 2022, avant d'être repoussée à avril 2023. Il s'agit pour la maison d'édition du titre de lancement de leur collection Héritages, consacrée au manga patrimonial.

## Réception
Avec la sortie du premier tome en 1974, le Clan des Poe est l'un des deux premiers shōjo mangas, avec la Rose de Versailles de Riyoko Ikeda, à attirer l'attention des critiques de mangas. Il est depuis considéré comme un classique du shōjo manga, mais aussi des fictions vampiriques japonaises pour avoir déconstruit le mythe du vampire monstrueux et prédateur pour en faire une figure romantique et existentielle,,. L'œuvre est aussi considérée comme pionnière dans le genre du shōnen'ai (ancêtre du boys' love) grâce à la relation ambiguë entre Edgar et Allan,.
Son succès critique et commercial attire l'attention d'un lectorat masculin qui jusqu'à présent ne lisait pas de shōjo manga. Notamment Baku Yumemakura et Azusa Noa, qui deviennent plus tard des romanciers de science-fiction renommés, s'inspirent du Clan des Poe pour leur œuvres en intégrant des personnages bishōnen ainsi que de l'homoérotisme ;  pour cette raison le manga est considéré comme une œuvre pionnière de ce que Mari Kotani nomme les « romances gays de science-fiction ».
Le manga est récompensé conjointement avec une autre œuvre de l'autrice, Nous sommes onze !, du Prix Shōgakukan en 1976.